# Solberga (Jönköping)
Solberga – miejscowość (tätort) w Szwecji, w regionie administracyjnym (län) Jönköping, w gminie Nässjö.
Według danych Szwedzkiego Urzędu Statystycznego liczba ludności wyniosła: 370 (31 grudnia 2015), 384 (31 grudnia 2018) i 384 (31 grudnia 2019).